# Donacoscaptes subterminalis
Donacoscaptes subterminalis là một loài bướm đêm trong họ Crambidae.